# Municipio de Bedminster (Pensilvania)
El municipio de Bedminster (en inglés: Bedminster Township) es un municipio ubicado en el condado de Bucks en el estado estadounidense de Pensilvania. En el año 2000 tenía una población de 4.804 habitantes y una densidad poblacional de 61.5 personas por km².

## Geografía
El municipio de Bedminster se encuentra ubicado en las coordenadas 40°26′00″N 75°07′23″O / 40.43333, -75.12306.

## Demografía
Según la Oficina del Censo en 2000 los ingresos medios por hogar en la localidad eran de $56,281 y los ingresos medios por familia eran $64,338. Los hombres tenían unos ingresos medios de $42,015 frente a los $28,024 para las mujeres. La renta per cápita para la localidad era de $29,153. Alrededor del 3,9% de la población estaban por debajo del umbral de pobreza.